# ناحوم

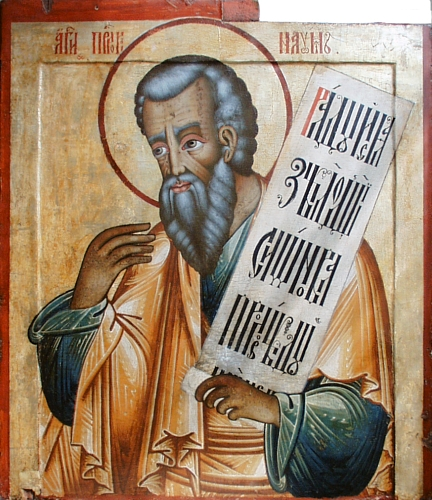
النبي ناحوم، صورة من القرن 18 الميلادي.

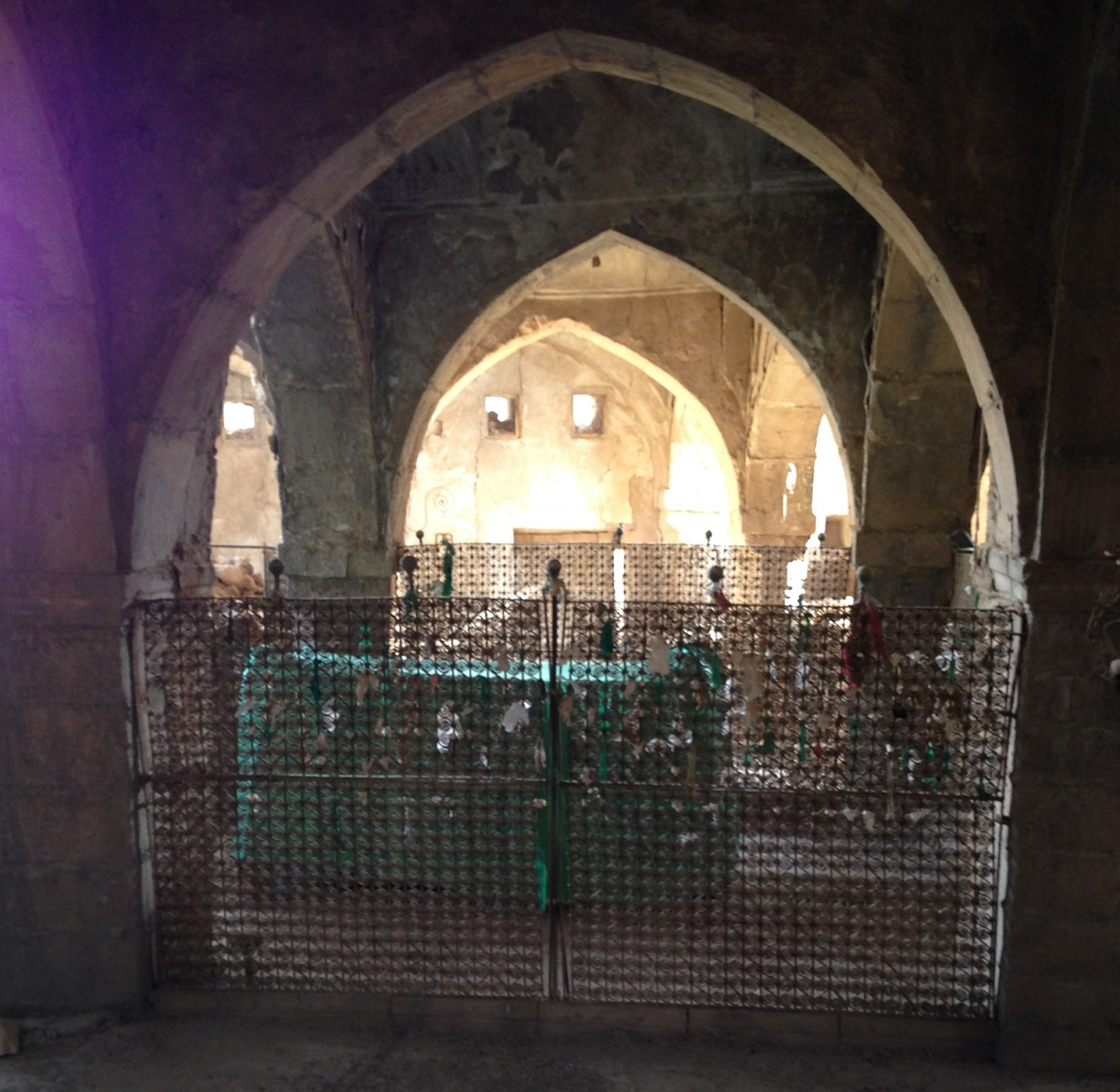
قبر ناحوم في ألقوش.

ناحوم ((بالعبرية: נַחוּם)) يعد أحد الأنبياء الصغار و الذي كتبت نبوءته في الكتاب المقدس اليهودي أو العهد القديم. كتابه جاء مرتب زمنياً بين سفر ميخا وسفر حبقوق في الكتاب المقدس. و قد كتب عن نهاية الأمبراطورية الآشورية و عاصمتها نينوى بأسلوب شعري مفعم بالحيوية. حيث إنه قد عاش في ال القرن السابع قبل الميلاد
ويقع ضريحه في العراق، مدينة القوش.
تنبأ بسقوط مدينة نينوى، عاصمة الأمبراطورية الأشورية، لأن السياسة التي كان ينتهجها الآشوريون لا تتفق مع إرادة الله.